# 嫁津波
『嫁津波』（よめつなみ）は、米米CLUBが山田実とトップ・ゴージャス名義で発売した通算6枚目のシングル。1988年2月1日発売。発売元はCBS/SONY。

## 概要
映画『山田村ワルツ』主題歌としてリリース。映画用の企画作品だったこともあり、アーティスト名は「山田実とトップ・ゴージャス」名義。
同映画にはメンバーが数人出演している。
1987年まで7インチシングルとしてリリースされた米米のシングルは、1989年以降に順次8cmCD化されたが、本作は企画作品の特性か直ぐにCD化されず、解散後リリースしたベスト・アルバム『HARVEST SINGLES 1985-1992』で初CD化された。
1997年春の解散ライブ「THE LAST SYMPOSIUM」でも演奏。再結成後も演奏されている。2013年ライブ『大天然祭』では前年に発生した東日本大震災に配慮し「嫁の波」と改題および歌詞が変更された（DVD『米盛5』収録）。

## 収録曲
全作詞・作曲：山田実　編曲：トップ・ゴージャス
1. 嫁津波
2. Seismic Wave Of Brides

## 収録アルバム
- HARVEST SINGLES 1985-1992 (#1)
- 米 〜Best of Best〜 (#1)